# Jörg Alberts
Jörg Alberts (* 1. Mai 1969) ist ein deutscher Drehbuchautor für Film und Fernsehen aus Köln.
Alberts wirkte an Drehbüchern für diverse TV-Produktionen mit. Darunter Hai-Alarm auf Mallorca (RTL Television, 2003. Regie: Jorgo Papavassiliou) und Der Abgrund – Eine Stadt stürzt ein (ProSieben Television, 2008. Regie: Sebastian Vigg). Diese beiden Filme, die für das Privatfernsehen produziert wurden, sind unter der Leitung des Produzenten Hermann Joha entstanden. Zu seiner Filmografie zählen außerdem Folgen der Fernsehserien Unter uns, Der letzte Bulle, Bei aller Liebe und SOKO Köln.